# Merheimer Heide

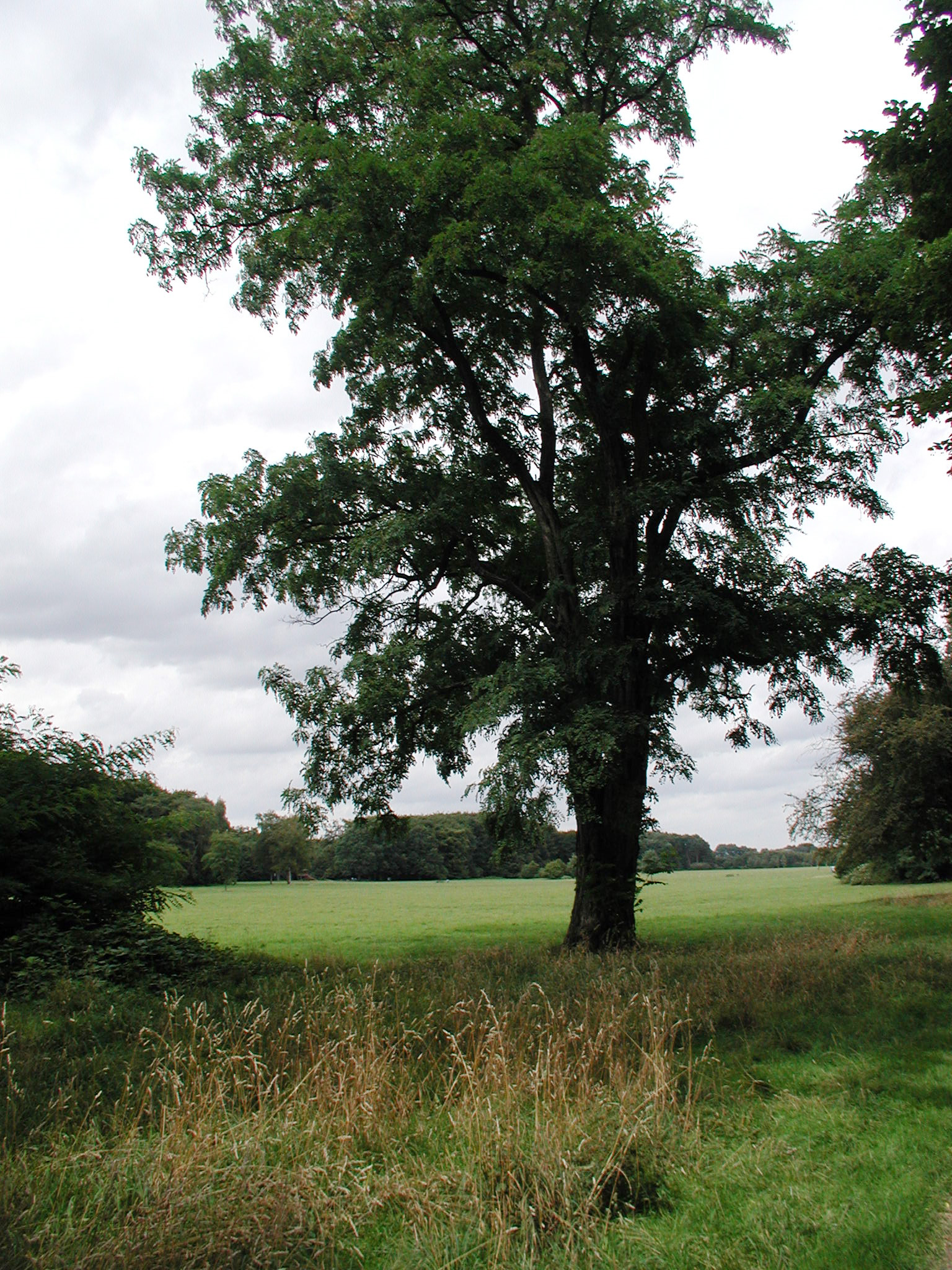
Im Südosten des Parks

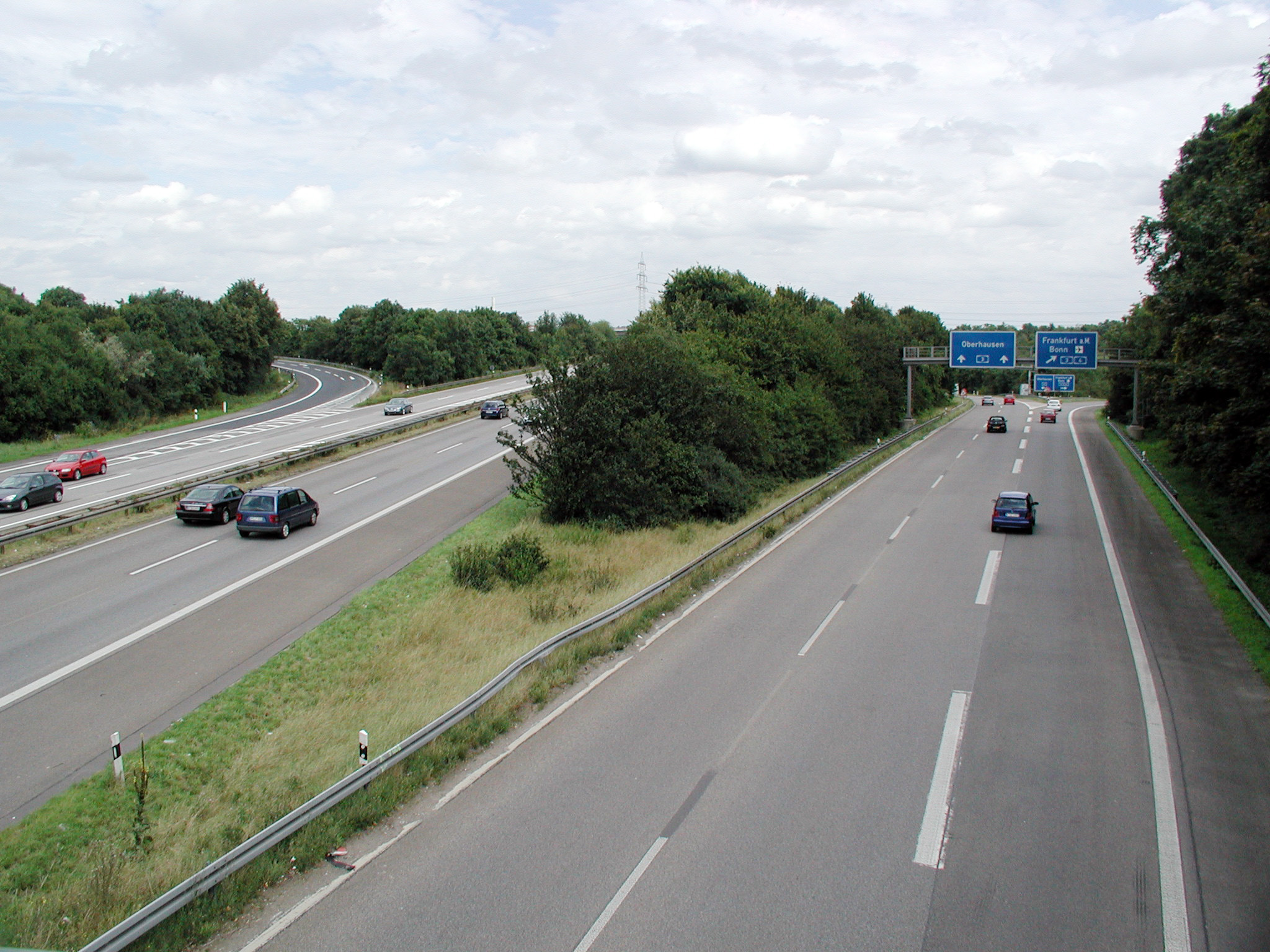
BAB Kreuz Ost

Die rechtsrheinische Merheimer Heide ist ein Kölner Naherholungsgebiet, das in seiner Anlage auf die Planungen von Fritz Schumacher zurückgeht. Diese sahen vor, einen die Stadt umfassenden Äußeren Grüngürtel anzulegen. Die Grünanlagen der Merheimer Heide tangieren oder erstrecken sich über die Stadtteile Buchheim, Holweide, Merheim und Höhenberg. Durch Wohn- und Autobahnbau wurde das Terrain in seiner ursprünglichen Größe von 150 Hektar im östlichen Bereich stark reduziert.

## Gründung
Überlegungen, nach dem Vorbild des linksrheinischen Äußeren Grüngürtels einen die östlichen Stadtteile verbindenden Erholungsraum für die Bevölkerung zu schaffen, konkretisierten sich erst in der zweiten Hälfte der 1920er Jahre. Am 29. Dezember 1927 fassten die Stadtverordneten den Beschluss, aus dem ehemaligen preußischen Exerziergelände, der Merheimer Heide, einen Landschaftspark zu schaffen. Sie beauftragten den städtischen Garten-Techniker und Baudirektor Theodor Nußbaum mit der Planung und ließen das avisierte Gelände durch „Notstandsarbeiter“ herrichten. Vorrangig entstanden zunächst Kleingärten. Im Jahr 1929 begannen die drei Jahre währenden Arbeiten an der Parkanlage.

## Konzept

Urkunde eines frühen Kölner Sportvereines

Nach einem Pressebericht wurden Details und Zielsetzung des Projektes der Bevölkerung erläutert: 

„Die Anlage ist 150 ha groß und im Sinne eines neuzeitlichen Volksparks geplant. Darunter sind solche Anlagen zu verstehen, die nicht lediglich dem Naturgenuss und der reinen Beschaulichkeit dienen, wie die konventionellen Parks des vorigen Jahrhunderts…, sondern Anlagen, die in viel weitgehenderem Maße für die Bevölkerung nutzbar gemacht werden. Bei der Planung wurde auf die vielseitigen Bedürfnisse der rechtsrheinischen Wohngebiete Rücksicht genommen. Für die Sportvereine.. sind insgesamt 17 Fußballplätze, 5 Laufbahnen und 21 Tennisplätze vorgesehen.“

Kleingärten sollten die Anlagen im Nordwesten und Nordosten einrahmen, ergänzende Flächen waren als Volks- und Spielwiesen gedacht. Der Bereich einer ausgebeuteten Kiesgrube sollte zu einem Teich mit zugehörigem Kaffeehaus hergerichtet werden. Weiter plante Theodor Nußbaum auf dem Gelände des ehemaligen Festungswerkes ein Licht- und Luftbad (nach dem Vorbild von Fritz Enckes „FreiLuGa“ am Zwischenwerk V b in Köln-Müngersdorf), das dort neben einer zu erbauenden ländlich gestalteten Gastwirtschaft entstehen sollte.

## Heutige Situation
Der größere Teil des Parks Merheimer Heide erstreckt sich heute westlich der A3/4 zwischen der Stadtbahntrasse der Linie 1 im Süden und der Frankfurter Straße im Westen. Das Nordende (Schlagbaumsweg) der Anlage reicht bis hinter das Autobahnkreuz Köln-Ost. Die östlich der Autobahn liegenden Bereiche sind fußläufig über eine südlich des Kreuzes liegende Brücke erreichbar.

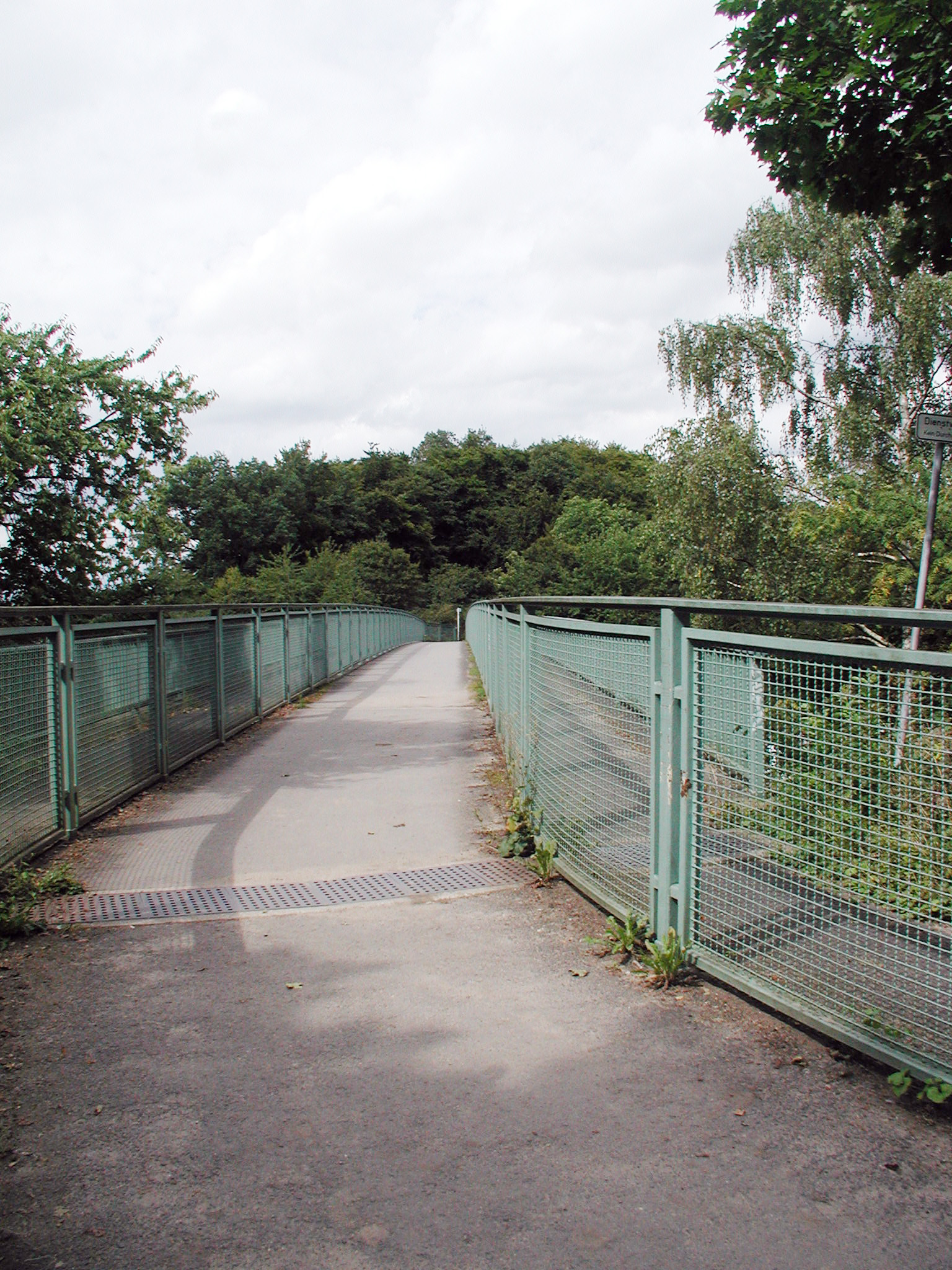
Brücke über die B55a zwischen Nord- und Südteil des Parks
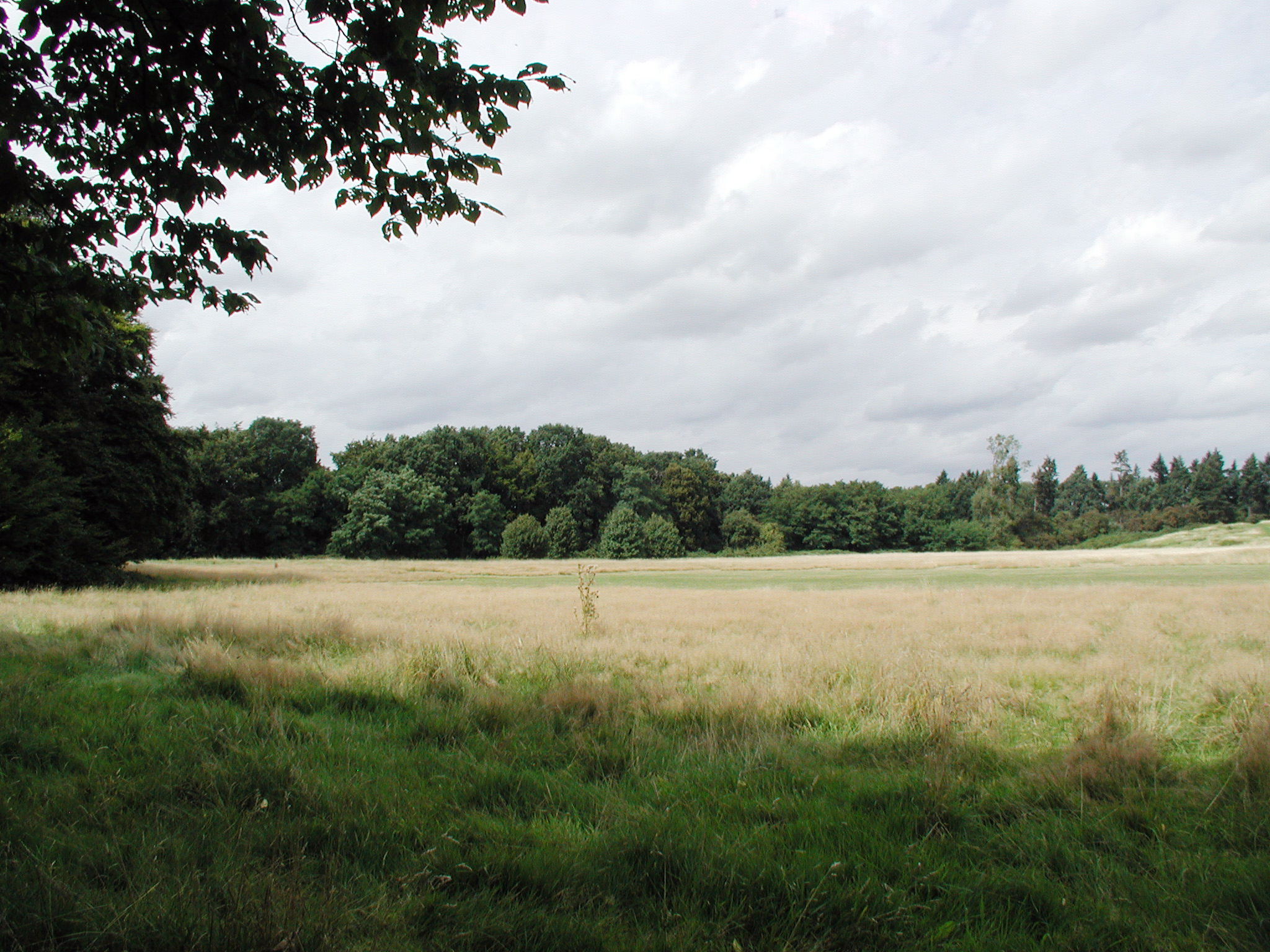
Binnengelände Südteil
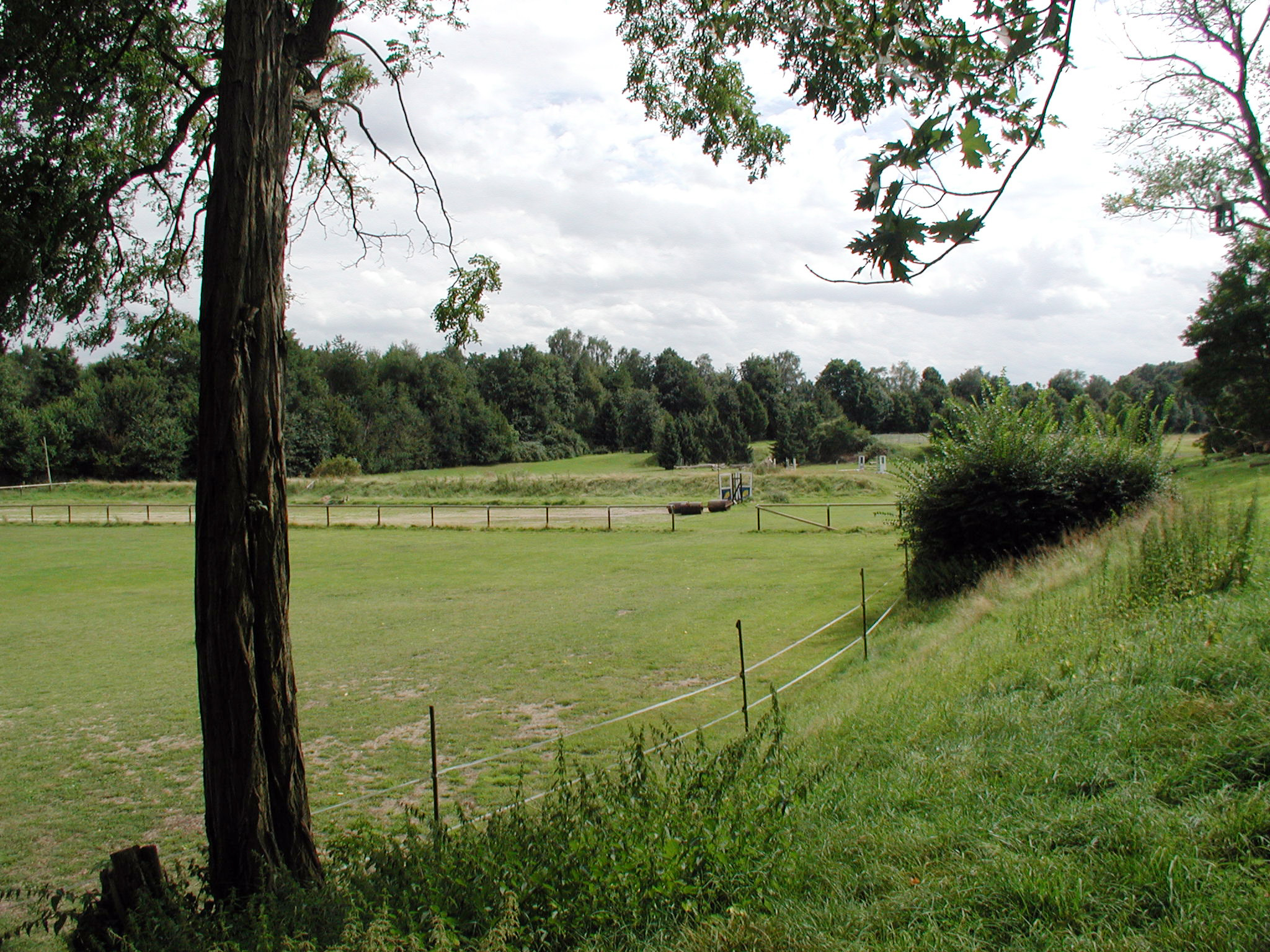
Reitgelände Nordteil
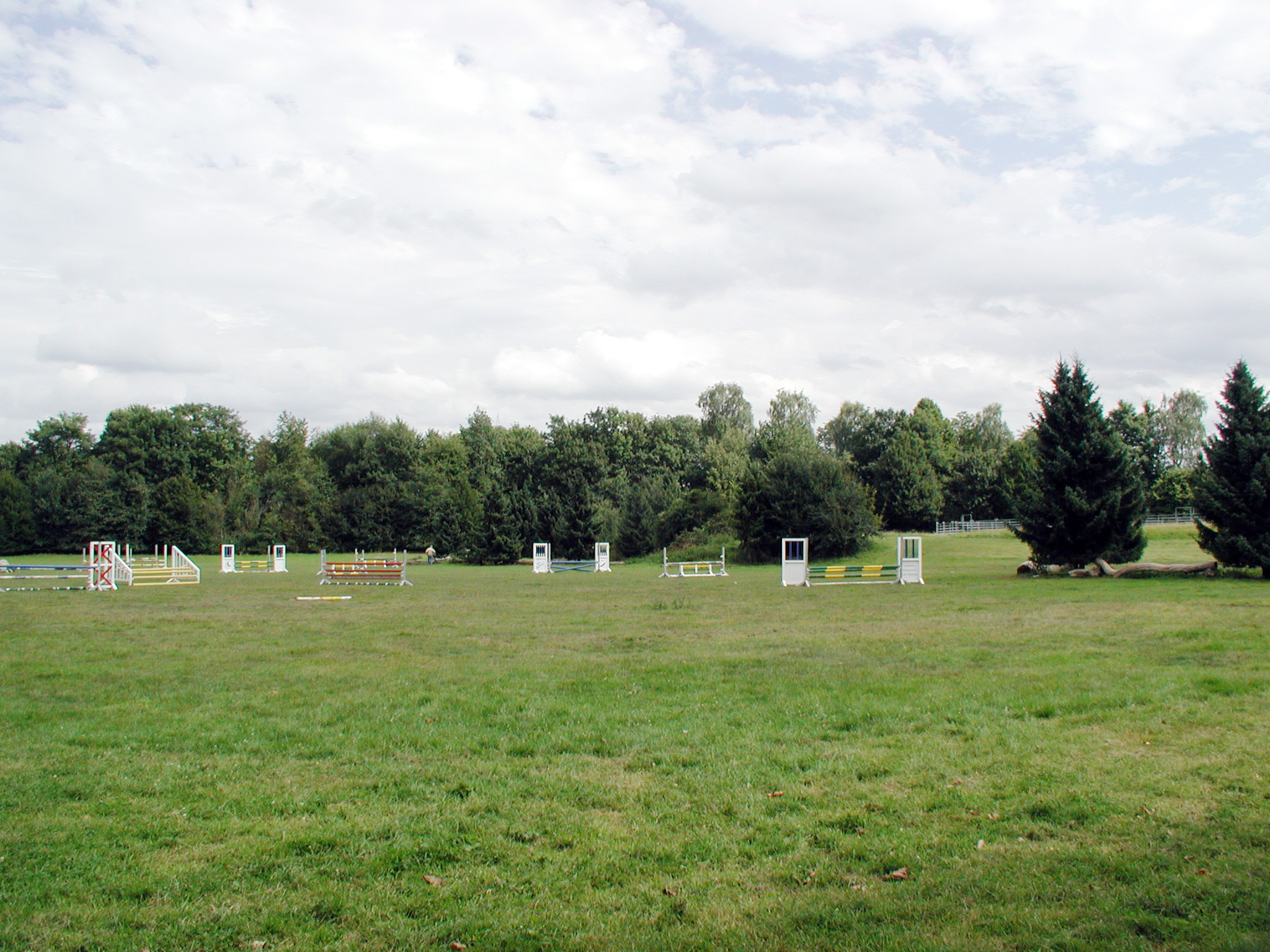
Reitgelände mit Übungsparcours Nordteil

### Nordteil
Auf dem mit kleinen hainartigen Eichen- und Buchenwäldchen sowie einigen Gebüschstreifen bestandenen Gelände (Areal des ehemaligen preußischen Zwischenwerkes X c.) ist heute ein Reitverein (Ländlicher Reiterverein e. V. Köln) ansässig. Ihn umgeben weite Wiesenflächen mit einer Jagdstrecke für Vielseitigkeitsreiten. Diese Anlagen werden wie im Südteil von meist geraden Wegen durchzogen.

### Südteil
Die langgestreckte Binnenfläche aus fast freiem Wiesengelände wird trotz eines angepflanzten Buschstreifens entlang der tiefer liegenden Autobahn von starkem Verkehrslärm beeinträchtigt. Den breiten, von Wegen durchzogenen Wiesenflächen schließen sich an der gesamten Westseite schmale, mit älterem Baumbestand durchsetzte Waldstreifen an. Es finden sich die im gesamten Park dominierenden Buchen und Eichen, sowie Eschen, Pappeln und Birken sowie vereinzelt Nadelhölzer. Das Orkantief „Friederike“ verursachte im Januar 2018 schwere Schäden und entwurzelte zahlreiche alte Pappeln und Nadelhölzer. Im Jahr 2020 legte die Stadt Köln auf den Wiesenflächen im nördlichen Bereich des Südteils Wildblumenbeete zur Förderung der Insektenvielfalt an.

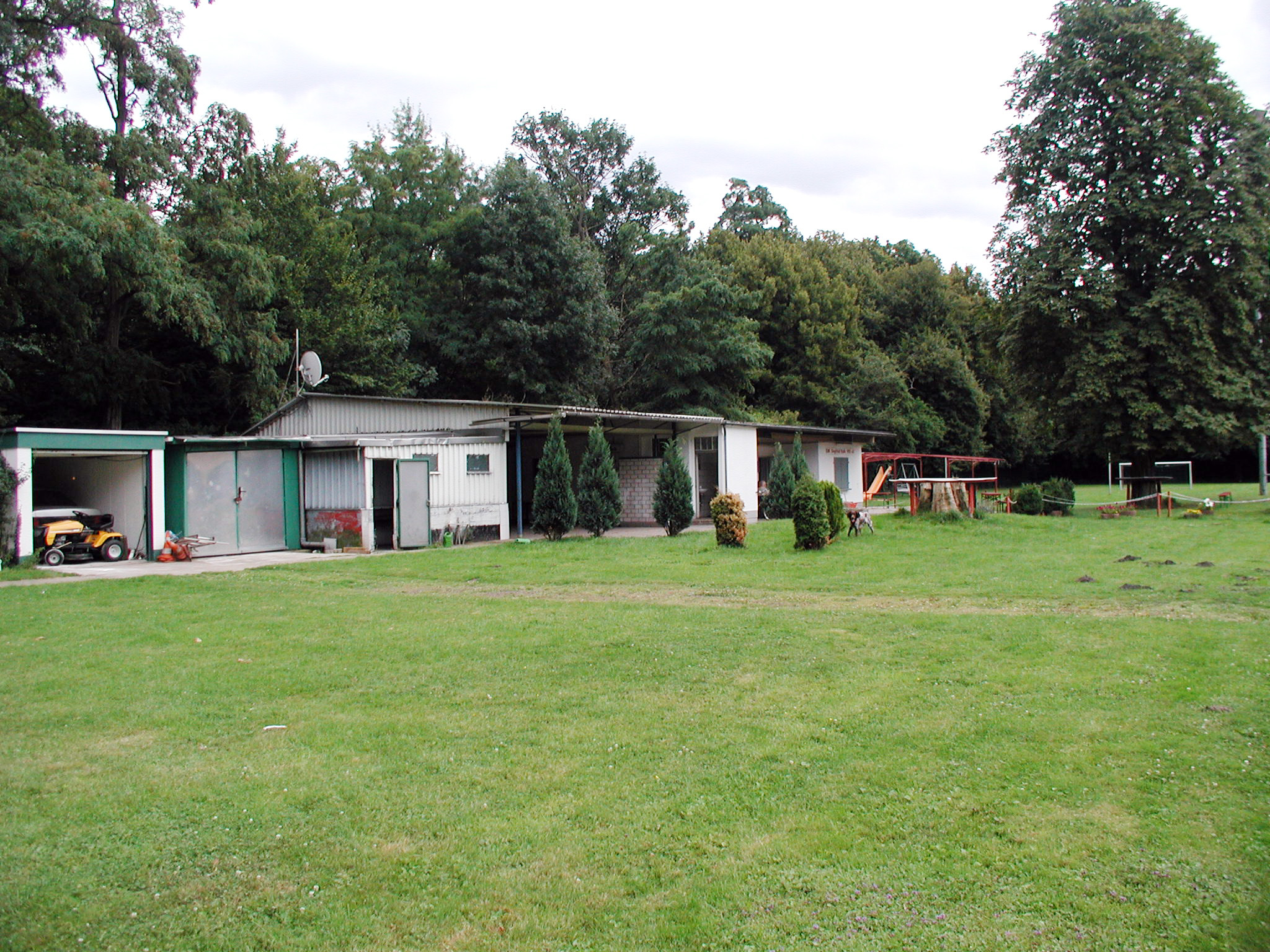
DJK Siegfried Kalk, Klubanlage
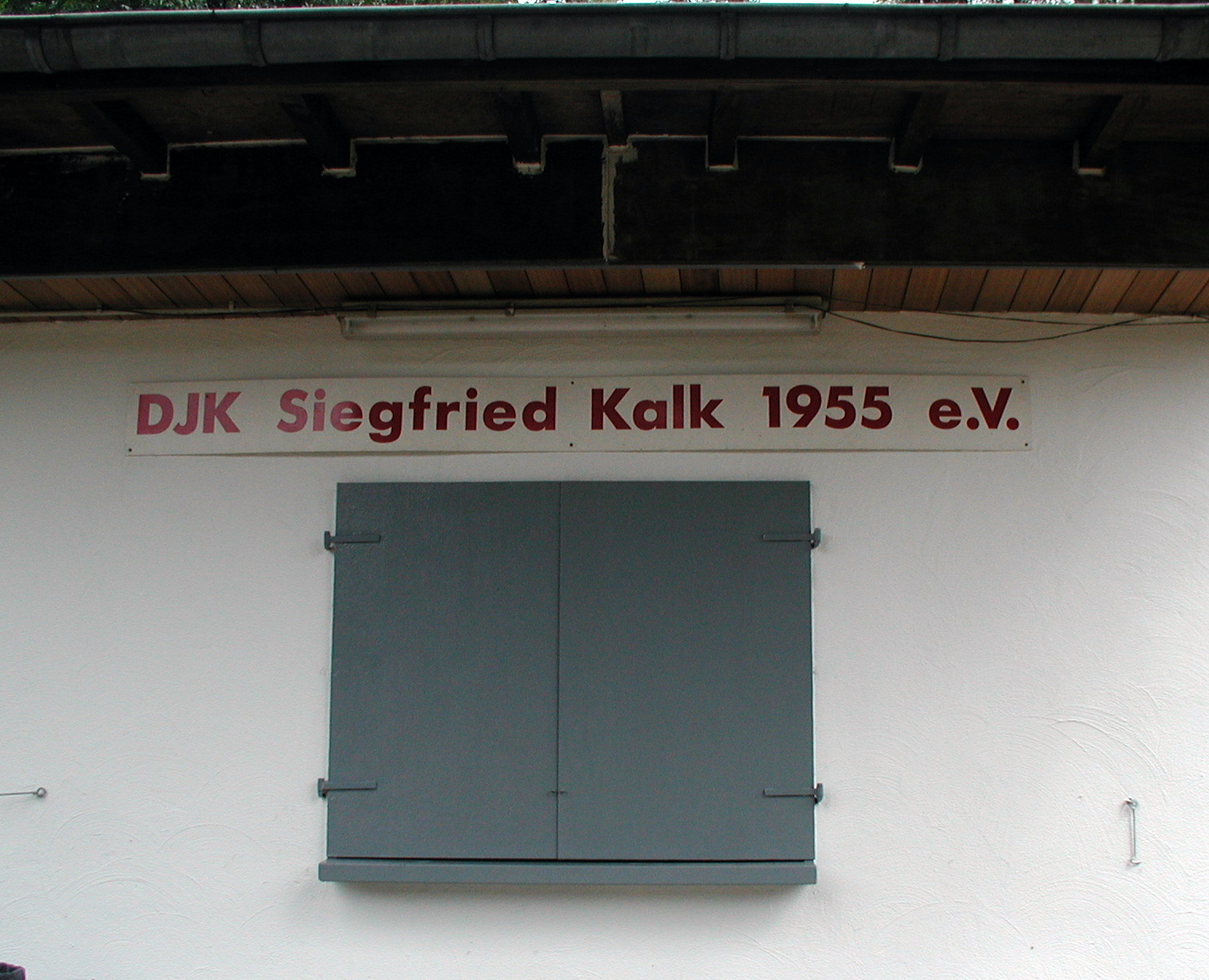
Detail
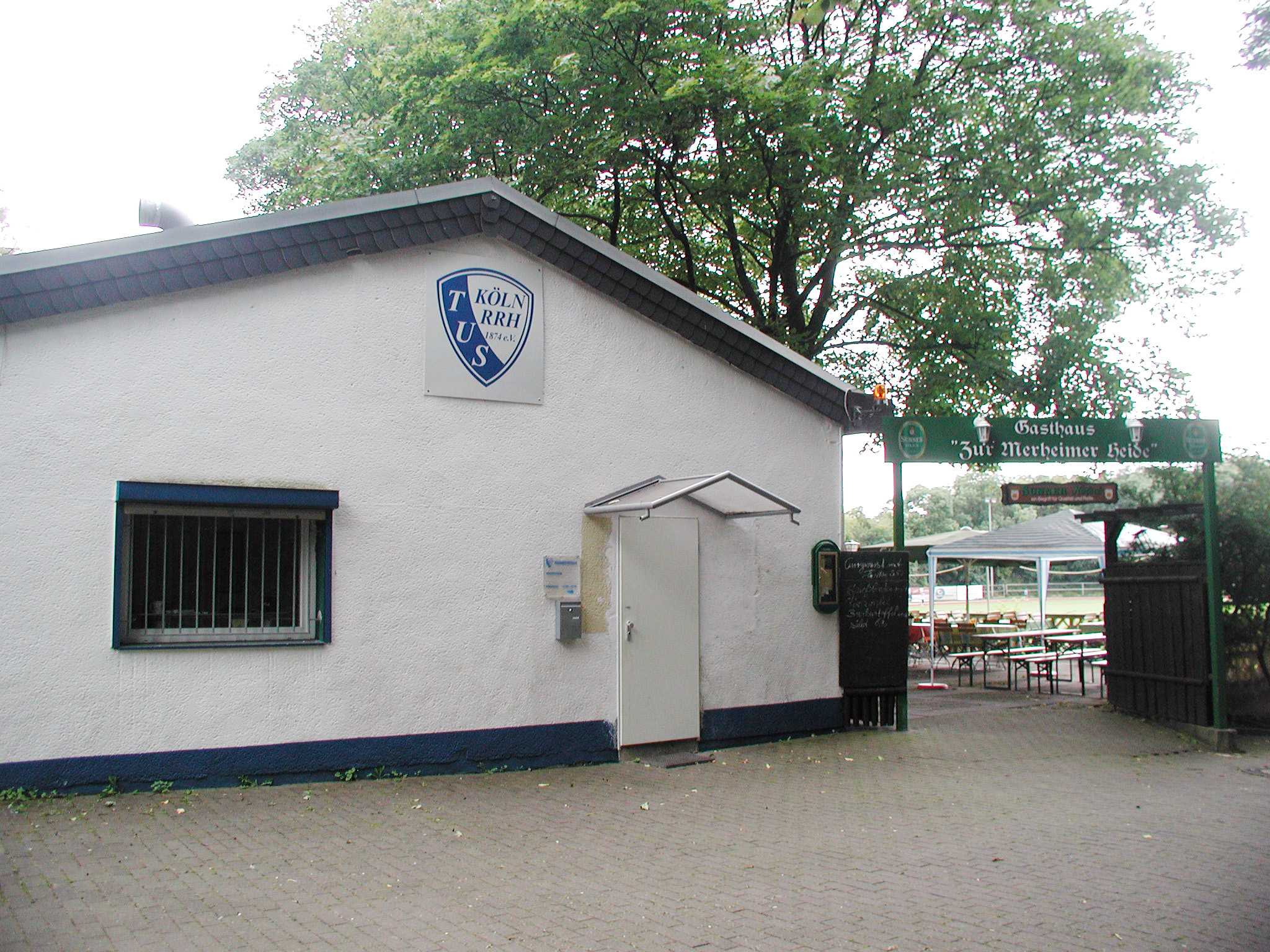
TuS Köln rrh. 1874
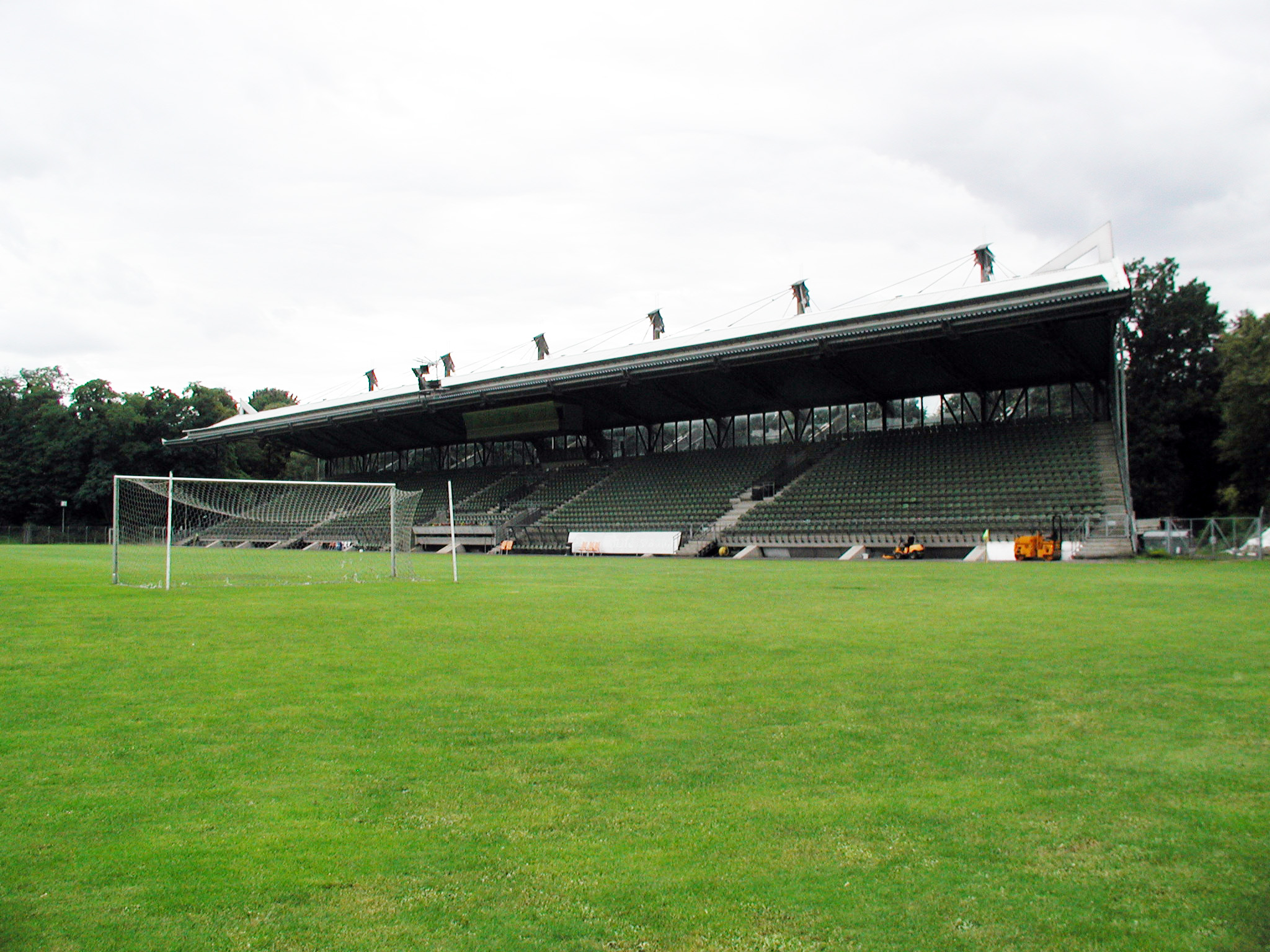
Viktoria Köln

In dem, den Wiesenflächen vorgelagerten, bis zur Frankfurter Straße reichenden Waldgelände befinden sich eine Anzahl von Sportanlagen unterschiedlicher Disziplinen: Tennisplätze, ein Schützenverein oder Fußballvereine. Es gibt einfache Ascheplätze, bei denen den Fans ausschließlich Stehplätze zur Verfügung stehen, aber auch Stadien mit überdachter Tribüne, Sitzplätzen und Klubanlagen mit Gastronomie. Die Grünanlage der Merheimer Heide mit all ihren Nutzungsmöglichkeiten ist von allen Seiten auch mit den öffentlichen Verkehrsmitteln der Stadt gut erreichbar. Für Hundebesitzer gibt es eine großzügige Freilauffläche, wo die Hunde ohne Leine laufen dürfen. In der restlichen Merheimer Heide gilt die Leinenpflicht.